# لشک پیسکورش
لِـشِک پیسکورش (لهستانی: Leszek Piskorz؛ زادهٔ ۱۴ مه ۱۹۴۷) بازیگر اهل لهستان است. وی در سال ۲۰۱۱ برندۀ نشان سیمین گلوریا آرتیس شد.
از فیلم‌ها یا مجموعه‌های تلویزیونی که وی در آن‌ها نقش داشته است، می‌توان به با گذشتِ روزها، از پسِ سال‌ها…، قماری بالاتر از زندگی، در خوشی و سختی، کارآگاهان جنایی، پدر متیو، دوران افتخار، پزشکان، قانون حقیقی، کاتین و عروسی اشاره نمود.